# 12 septembre 1897
Le 12 septembre 1897 est le 255e jour de l’année 1897 du calendrier grégorien. Il s'agit d'un dimanche.

## Événements
- Bataille de Saragarhi : 21 hommes du 36e régiment sikh de l'armée des Indes britanniques sont massacrés jusqu'au dernier en affrontant plusieurs milliers de Pachtounes.

### Religion
- Le pape Léon XIII promulgue l'encyclique Augustissimae Virginis Mariae (la).

### Sport
- Le club de football allemand Victoria 96 dispute son premier match professionnel.

## Naissances
- Pierre Courant, homme politique français
- Gunnar Eilifsen, policier norvégien
- Walter B. Gibson, écrivain et magicien américain
- Leslie Hollins (en), homme politique australien
- Irène Joliot-Curie, physicienne et chimiste française

## Décès
- Fredrika Limnell, féministe suédoise (81 ans)
- Alfred Lombard, homme politique français (72 ans)
- Philip Lybbe Powys Lybbe (en), homme politique britannique (79 ans)
- Paul Yorck von Wartenburg, philosophe allemand (62 ans)
- Hermann Welcker (de), anatomiste allemand (75 ans)